# Eidos Montréal
Eidos Montréal è un'azienda canadese dedita allo sviluppo di videogiochi con sede nella città di Montréal, fondata nel 2007 da Stéphane D'Astous.

## Storia
Eidos Montréal è stata fondata il 26 novembre 2007 come succursale di Eidos Interactive, poi acquisita dal gruppo Square Enix; secondo il fondatore Stéphane D'Astous, a differenza di altri studi di sviluppo, il ciclo dell'azienda era caratterizzato da squadre più piccole che lavoravano per periodi più lunghi.
Il 23 agosto 2011 ha pubblicato il suo primo videogioco, Deus Ex: Human Revolution, terzo capitolo dell'omonima serie.
Il 19 luglio 2013 Stéphane D'Astous ha annunciato le sue dimissioni a causa di divergenze creative con Square Enix; il 3 marzo 2014 quest'ultima ha annunciato il licenziamento di ventisette dipendenti da Eidos Montréal.
Il 26 gennaio 2017 è stata annunciata una collaborazione con Marvel Entertainment per creare videogiochi basati sulla serie degli Avengers.
Il 2 maggio 2022 Eidos Montréal e Crystal Dynamics sono state acquisite da Embracer Group.

## Videogiochi
| Anno | Titolo                           | Piattaforme                             | Nota  |
| ---- | -------------------------------- | --------------------------------------- | ----- |
| 2011 | Deus Ex: Human Revolution        | Windows, PlayStation 3, Xbox 360, Wii U |       |
| 2014 | Thief                            | Windows, PlayStation 4, Xbox One        |       |
| 2016 | Deus Ex: Mankind Divided         | Windows, PlayStation 4, Xbox One        |       |
| 2018 | Shadow of the Tomb Raider        | Windows, PlayStation 4, Xbox One        | [ 9 ] |
| 2021 | Marvel's Guardians of the Galaxy | Windows, Playstation 5, Xbox Series X/S |       |